# Taypiplaya
Taypiplaya (auch: Taipiplaya) ist eine Ortschaft im Departamento La Paz im südamerikanischen Andenstaat Bolivien.

## Lage im Nahraum
Taypiplaya ist zentraler Ort des Kanton Taypiplaya im Municipio Caranavi in der Provinz Caranavi. Die Gemeinde liegt auf einer Höhe von 808 m am Río Taypiplaya, der flussabwärts in den Río Caranavi mündet, einen der Zuflüsse zum Río Beni.

## Geographie
Taypiplaya liegt am Ostrand der Cordillera Real in den bolivianischen Yungas, einer Übergangsregion zwischen dem Hochland der Anden (Altiplano) und dem tropischen Tiefland mit dem Amazonas-Regenwald. Das Klima ist ein typisches Tageszeitenklima, bei dem die mittleren Temperaturschwankungen im Tagesverlauf deutlicher ausfallen als im Jahresverlauf.
Die Jahresdurchschnittstemperatur der Ortschaft liegt bei 22 °C (siehe Klimadiagramm Choro), die Monatsdurchschnittswerte schwanken zwischen 19 °C im Juni/Juli und 23 °C von Oktober bis März. Die durchschnittlichen Tageshöchsttemperaturen liegen ganzjährig zwischen 26 °C und 30 °C, die nächtlichen Tiefstwerte betragen im langjährigen Durchschnitt 11–12 °C im Juni/Juli und 18 °C im Dezember und Januar. Der durchschnittliche Jahresniederschlag beträgt 1300 mm, mit einer kurzen Trockenzeit bei Monatswerten um 20 mm im Juni/Juli und Monatshöchstwerten von etwa 200 mm von Dezember bis Februar.

## Verkehrsnetz
Taypiplaya liegt in einer Entfernung von 161 Straßenkilometer nordöstlich von La Paz, der Hauptstadt des gleichnamigen Departamentos.
Von La Paz aus führt die asphaltierte Nationalstraße Ruta 3 über Cotapata vorbei an Coroico über Santa Bárbara, Challa, Choro und San Pedro nach Chojña, und von dort weiter über Caranavi nach Trinidad am Río Mamoré. Neun Kilometer hinter Chojña, auf halbem Weg nach Caranavi, biegt nach rechts eine unbefestigte Landstraße ab, die auf Serpentinen den Voranden-Höhenrücken östlich des Río Coroico überwindet und nach weiteren vierzehn Kilometern Taypiplaya erreicht.

## Sehenswürdigkeiten
Knapp 20 Kilometer flussaufwärts von Taypiplaya befindet sich ein Wasserfall namens Rincón del Tigre (Ecke des Tigers).

## Bevölkerung
Die Einwohnerzahl des Ortes ist in den vergangenen beiden Jahrzehnten auf nahezu das Dreifache angestiegen:
| Jahr | Einwohner | Quelle       |
| ---- | --------- | ------------ |
| 1992 | 645       | Volkszählung |
| 2001 | 868       | Volkszählung |
| 2012 | 1 783     | Volkszählung |
| 2024 |           | Volkszählung |